# 무핵 행성
무핵 행성(coreless planet)은 행성 분화 과정에서 금속질의 핵이 생기지 않은 행성이다. 이는 학문상의 개념으로 아직 실제 사례로 발견되거나 확인된 바는 없다.

## 기원
2008년 사라 시거, 린다 엘킨스, 탠턴의 논문에 따르면 무핵 행성이 태어나는 과정은 크게 두 가지로 구별할 수 있다고 한다.
첫 번째로 행성이 콘드라이트 비슷하게 물이 풍부하면서 충분히 산화가 이루어진 물질이 뭉쳐서 태어날 경우이다. 여기에서 모든 금속 철은 규산염 광물 결정에 묶인다. 이런 행성은 중심별에서 먼 곳에서 태어날 것이다.
두 번째로 행성을 이루는 재료가 물이 풍부한 물질과 금속이 풍부한 물질 두 개가 섞여 있을 경우이다. 금속 철은 물과 반응하여 산화철을 형성하며 중심핵이 만들어지기 전에 수소를 이탈시킨다. 철 입자들이 잘 섞여 있고 크기도 작다고 가정하면(1 센티미터 이하) 철은 산화되어 맨틀에 묶이고, 밑으로 가라앉지 않아 중심핵을 형성할 수 없을 것이다.

## 자기장
다이너모 이론에 따르면 지구 자기장은 금속성의 중심핵이 유체처럼 흐르기 때문에 발생한다. 그러나 슈퍼지구의 경우 질량이 크기 때문에 내부 물질을 짓누르는 힘이 지구보다 크며 이 때문에 내부물질의 점성이 커지고 녹는점이 높아진다. 따라서 여러 층으로 물질이 분화되지 않아 중심핵 없이 맨틀만으로 이루어진 구조가 된다. 예를 들어 지구상에서 암석 형태로 존재하는 산화마그네슘은 슈퍼지구의 맨틀에서 높은 압력과 온도로 액체 형태의 금속으로 바뀌고 자기장을 발생시키는 원인이 될 것이다.

## 특징
핵이 있는 행성과 없는 행성의 반지름 차이는 수 퍼센트 이내로 거의 비슷하다. 이 때문에 질량과 반지름만으로 행성에 핵이 있는지 없는지를 가려내기는 어렵다.

## 같이 보기
- 크소니언 행성